# U-Bahnhof Prinzenstraße

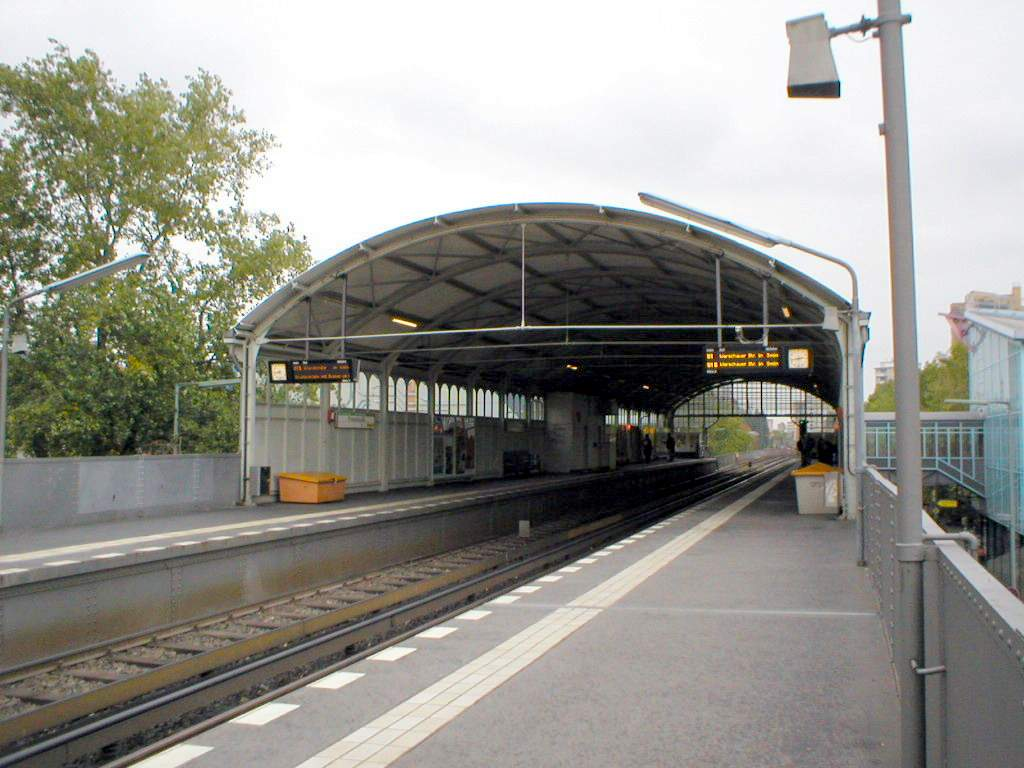
Blick in Richtung Osten auf die Bahnhofshalle

Der U-Bahnhof Prinzenstraße in Berlin ist eine Hochbahnstation der Berliner U-Bahn im Ortsteil Kreuzberg. Die zweigleisige Bahntrasse der Linien U1 und U3 verläuft dort parallel zur Gitschiner Straße. Am östlichen Ende der Station befindet sich die Kreuzung mit der Prinzenstraße, die 1849 nach dem damaligen Prinzen Wilhelm benannt wurde, dem späteren Kaiser Wilhelm I.
Die Station ist 896 Meter vom Hochbahnhof Kottbusser Tor und 1014 Meter von der Station Hallesches Tor entfernt. Sie wird im Bahnhofsverzeichnis der Berliner Verkehrsbetriebe (BVG) unter dem Kürzel Pr geführt. Die beiden Seitenbahnsteige sind beide je 3,1 Meter breit und 120,7 Meter lang. Der Bahnhof besitzt nur auf der südlichen Seite (Fahrtrichtung Ost) eine Aufzugsanlage und ist daher nur zum Teil barrierefrei.
Der Bahnhof Prinzenstraße wurde von der Hochbahngesellschaft am 18. Februar 1902 zusammen mit der Eröffnung der ersten Linie zwischen den Bahnhöfen Stralauer T(h)or und Potsdamer Platz in Betrieb genommen und ist daher eine der ältesten Stationen in der Geschichte der Berliner U-Bahn. 

## Geschichte

### Planungen und Bau

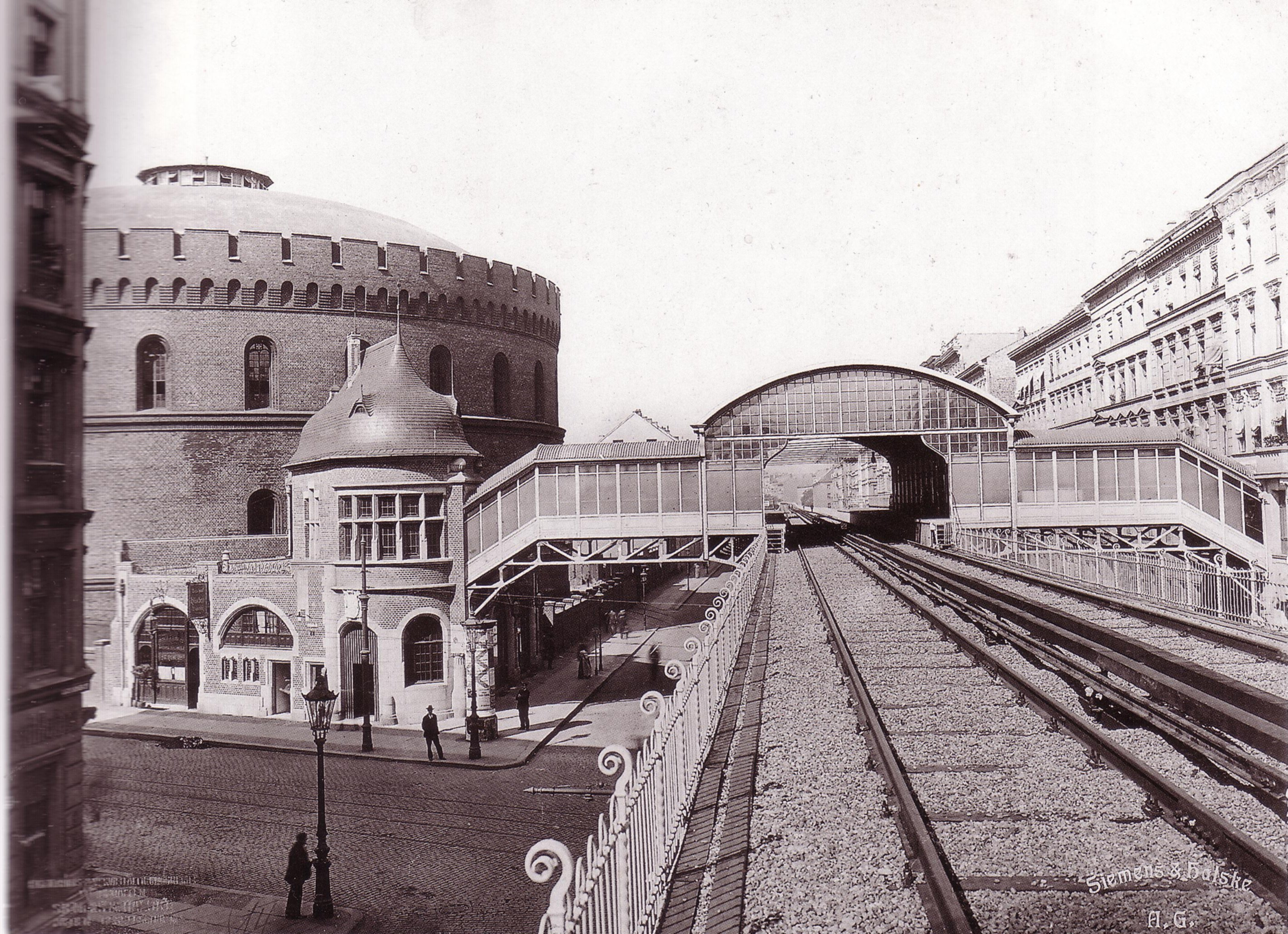
Blick nach Westen kurz vor der Eröffnung 1902: Das von Paul Wittig entworfene Zugangsgebäude ist links auf der Südseite zu sehen, dahinter ein Gasbehälter der Gasanstalt der Imperial Continental Gas Association

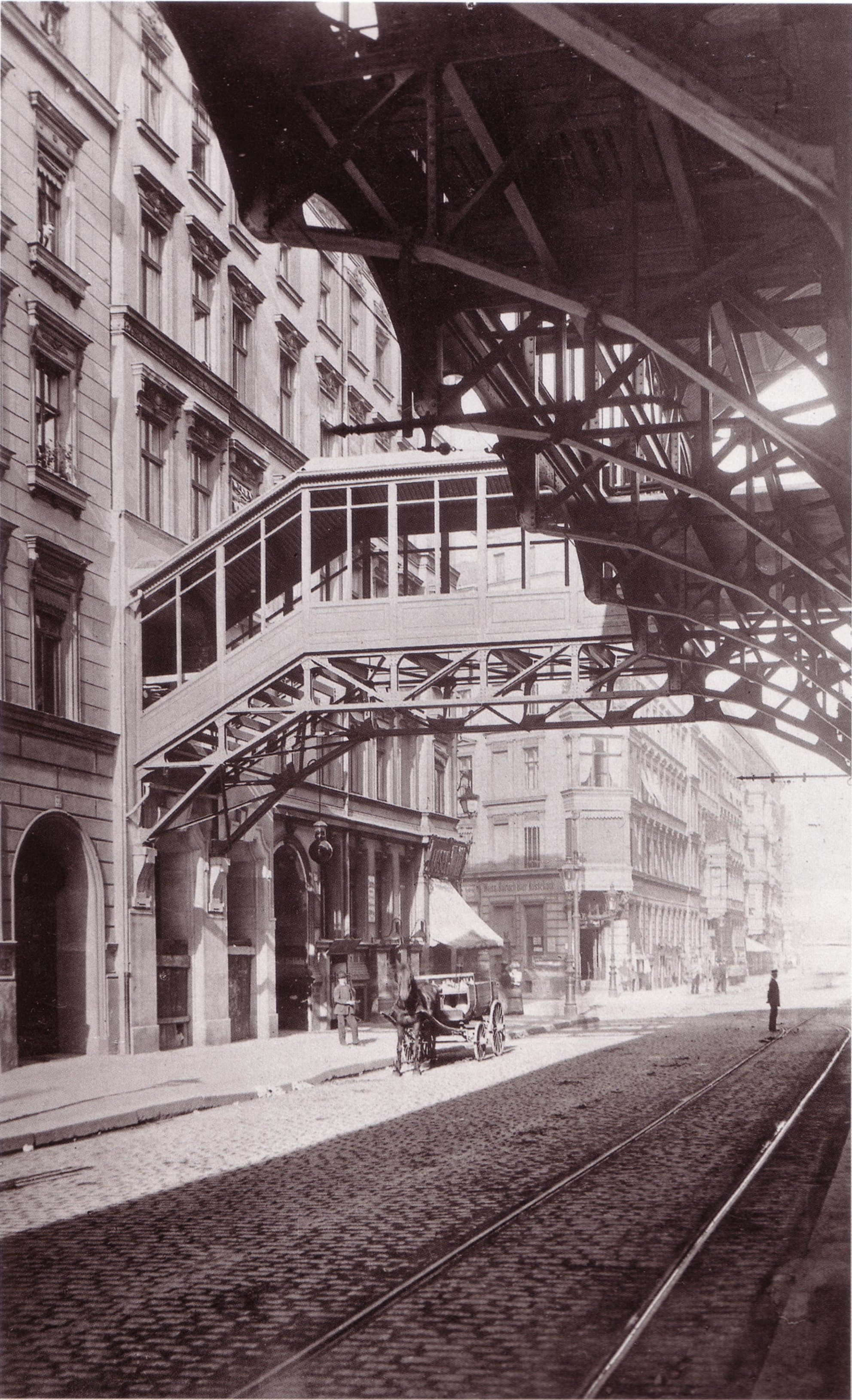
Nördlicher Zugang über das Wohnhaus Gitschiner Straße 71

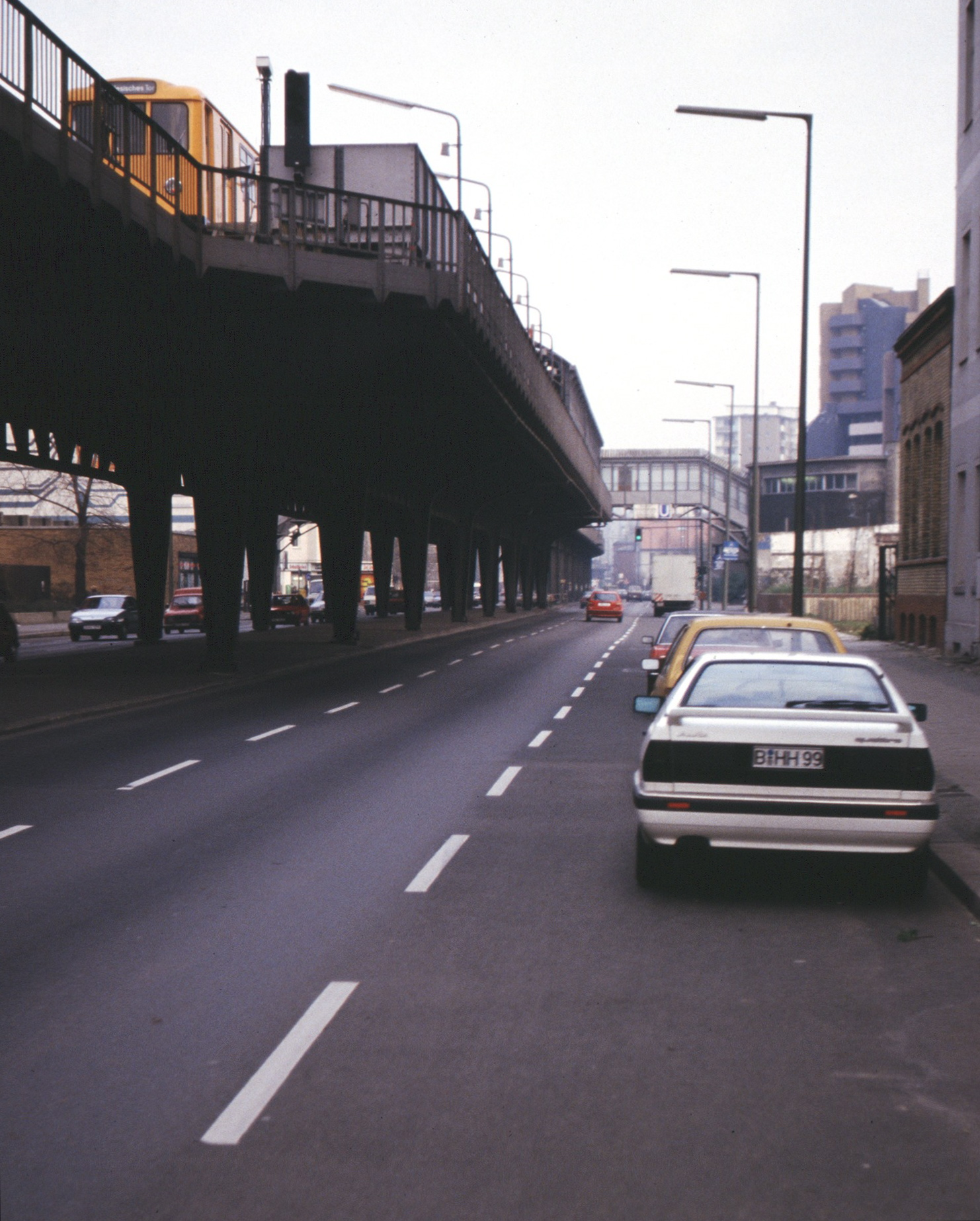
Gitschiner Straße und Hochbahnhof, im Hintergrund das südliche Zugangsbauwerk, 1987

Der erste Spatenstich für die erste Strecke der Gesellschaft für elektrische Hoch- und Untergrundbahnen in Berlin (Hochbahngesellschaft) erfolgte am 10. September 1896 in der Gitschiner Straße. Der Bau der Bahnhöfe der sogenannten „Oststrecke“ zwischen Warschauer Straße und Möckernbrücke erfolgte nahezu komplett nach den Plänen von 1891. Die ausführende Baugesellschaft von Siemens & Halske ließ die Bahnhöfe standardisiert ausführen, sodass es heute kaum möglich ist, die einzelnen Bahnhofsentwürfe einzelnen Ingenieuren und Architekten zuzuschreiben. Dem Standardtypus entsprachen in ihrer Ursprungsform besonders die Stationen Stralauer T(h)or, Görlitzer Bahnhof, Kottbusser Tor, Prinzenstraße und Möckernbrücke. Diese bestanden hauptsächlich aus einer leichten Hallenkonstruktion aus Glas und Metall, die komplett auf dem Oberbau des entsprechenden Viadukts lagerte. Am Bahnhof Prinzenstraße, der nördlich der Gasanstalt der Imperial Continental Gas Association (dem heutigen Areal des Sommerbads Kreuzberg) lag, gab es jedoch – auch wenn der Bahnhof selbst in der Standardausführung gebaut wurde – einzelne Probleme. Die Gitschiner Straße war zumindest auf der nördlichen Seite nicht breit genug, um auf der Seite ein Zugangs- und Treppengebäude aufzunehmen, direkte Abgänge zur Straße wie beispielsweise am Görlitzer Bahnhof waren auch nicht möglich. Daher beschloss das Siemens-Konstruktionsbüro, den Zugang in das Haus Gitschiner Straße 71 einzubauen, wie in anderen Städten, beispielsweise London, durchaus üblich. Auf der südlichen Seite stand mehr Platz zur Verfügung, sodass hier nach Entwurf von Paul Wittig ein historisierendes Zugangsgebäude aus Backstein-Sichtmauerwerk errichtet wurde, die Grundrissform entsprach einem Dreieck. An der Seite zur Gasanstalt erhielt das Gebäude eine Giebelfront im Stil der Neorenaissance sowie ein hohes, geschwungenes Dach. Die Zugangstreppen selbst belegten aber nur einen geringen Teil des Gebäudes, den anderen Teil im Erdgeschoss verpachtete die Hochbahngesellschaft an gastronomische Betriebe – „eine willkommene zusätzliche Einnahmequelle“.
Nach langen Verzögerungen durch den Bau der Unterpflasterbahn im Bereich des U-Bahnhofs Zoologischer Garten war die Stammstrecke nach etwa 5 1⁄2-jähriger Bauzeit fertig, sodass am 15. Februar 1902 die sogenannte „Ministerfahrt“ auf der Strecke Potsdamer Platz – Zoologischer Garten – Stralauer Thor – Potsdamer Platz stattfinden konnte. Die Hochbahngesellschaft eröffnete am 18. Februar 1902 offiziell die erste Teilstrecke der Berliner U-Bahn zwischen Stralauer Thor und Potsdamer Platz, damit ging auch der Bahnhof Prinzenstraße in Betrieb.

### Zwischen den Kriegen
Aufgrund der gestiegenen Fahrgastzahlen beschloss die Hochbahngesellschaft, die kurz darauf in der Berliner Verkehrs-Aktien-Gesellschaft (BVG) aufging, 1929 die beiden Seitenbahnsteige von 88,4 m auf 120,7 m zu verlängern. Die Hochbahn war inzwischen nicht nur wie anfänglich eine Attraktion für Auswärtige und andere Schaulustige geworden, die Berliner nutzten die Strecken der Hoch- und Untergrundbahn auch mehr und mehr für ihren alltäglichen Arbeitsweg etc.

### Zweiter Weltkrieg und erste Nachkriegsjahre

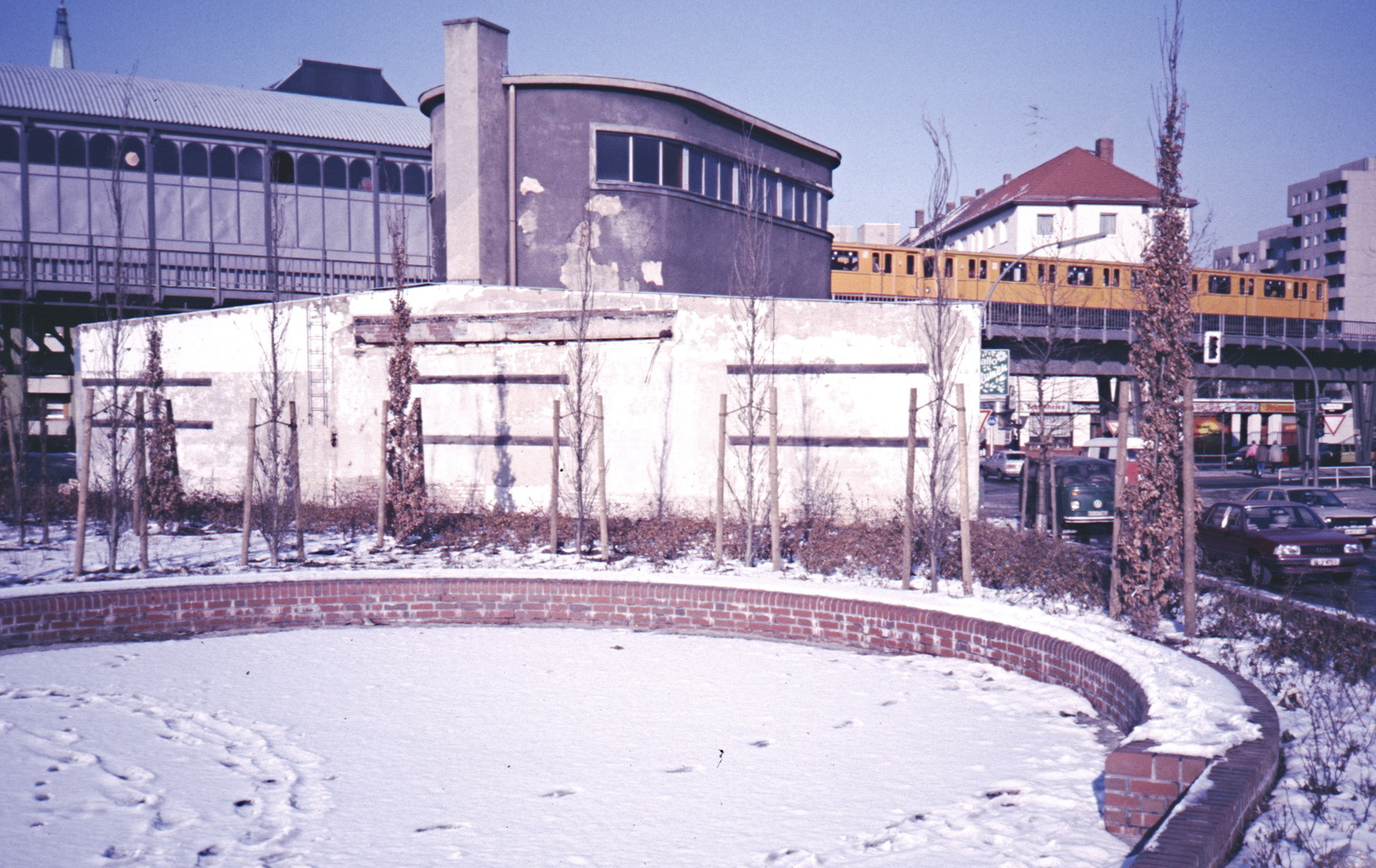
Südliches Zugangsbauwerk aus den 1950er Jahren, 1987

Bei den alliierten Luftangriffen des Zweiten Weltkriegs erlitt der Bahnhof starke Zerstörungen; Bombentreffer sind für den 28./29. Januar 1944 und 3. Februar 1945 verzeichnet. Gegen Ende der Schlacht um Berlin musste am 22. April 1945 der Betrieb eingestellt werden. Am 11. Juni 1945 konnte die BVG einen ersten provisorischen Betrieb auf der Hochbahn-Strecke zwischen Prinzenstraße über Kottbusser Tor bis Schlesisches Tor aufnehmen, diesen erweiterte die BVG am 14. Oktober in beiden Richtungen bis Hallesches Tor und Warschauer Straße. Erst am 27. April 1947 war die komplette Streckenführung zwischen Uhlandstraße und Warschauer Straße wieder befahrbar. Die stark zerstörten Hochbahnzugänge wurden 1950/1951 in erheblich vereinfachter, schmuckloser Form wiederhergestellt.

### Neue Zugänge

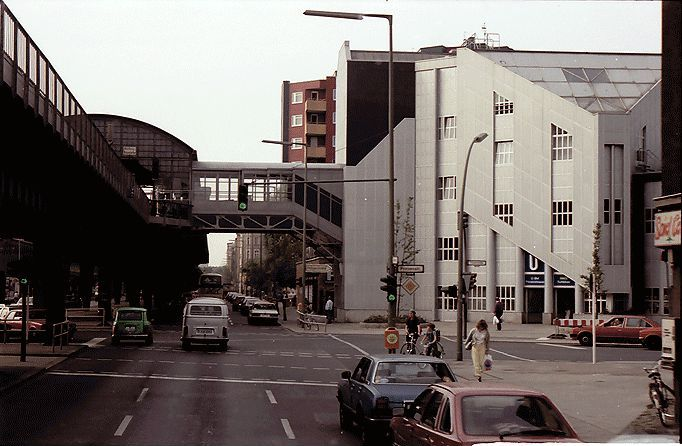
Nordzugang zum U-Bahnhof Prinzenstraße, ein Jahr nach seiner Vollendung im Jahr 1985 (Blickrichtung Westen); das Zugangsgebäude nimmt außerdem ein Regionalstellwerk der U-Bahn sowie ein Parkhaus auf

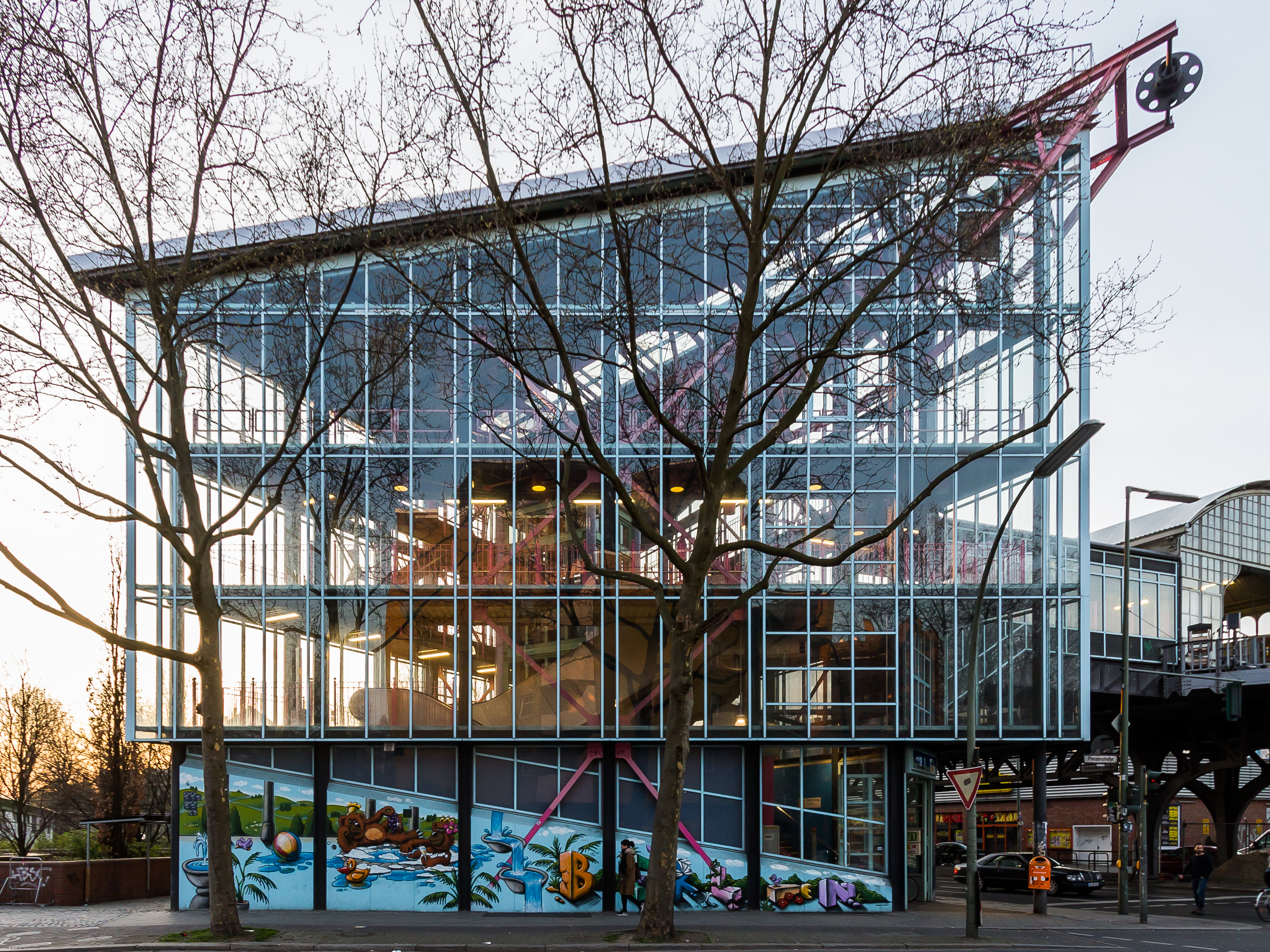
Südlicher Treppenaufgang (2017)

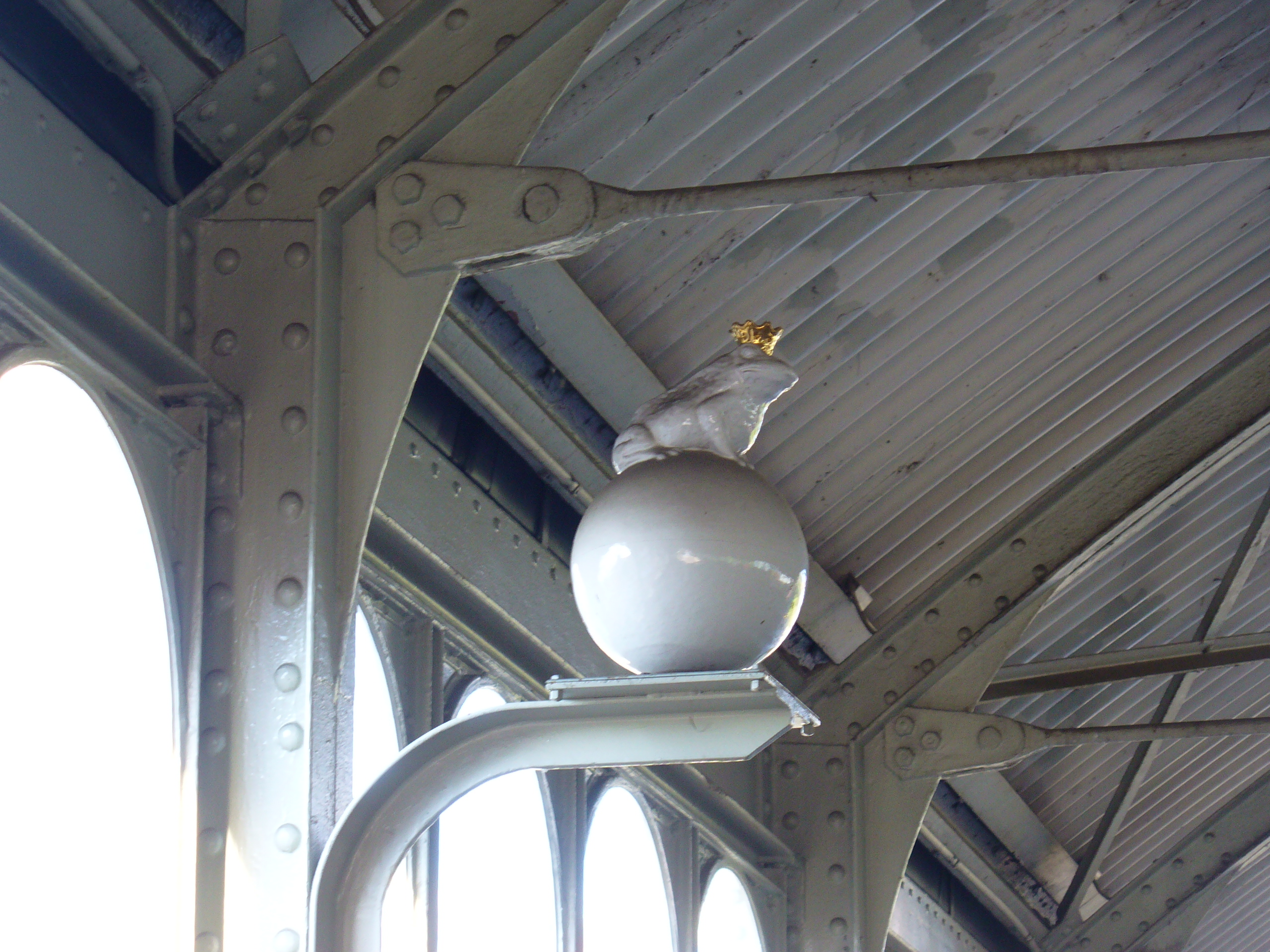
Frosch im Bahnhof Prinzenstraße

Dennoch änderte sich in den darauf folgenden Jahrzehnten wenig am Bahnhof selbst, wenn überhaupt wechselten die Linienführungen und -bezeichnungen.
Zwischen 1982 und 1984 ließ die BVG jedoch den Nordzugang komplett umbauen. Der von Wolf-Rüdiger Borchardt entworfene silberfarbene Bau nimmt bis heute nicht nur die Stein- und Fahrtreppen zum Bahnsteig auf, sondern auch ein Regionalstellwerk für die Hochbahn sowie ein Parkhaus. Die Kosten beliefen sich dabei auf etwa 6,7 Millionen DM (kaufkraftbereinigt heute: rund 7 Millionen Euro).
Der gleiche Architekt übernahm auch nur unwesentlich später, zwischen 1989 und 1991, den Neubau des Südzugangs. Die Glas-Metall-Konstruktion in postmoderner Form – dabei soll eine Überleitung zum Bahnhof hergestellt werden – beinhaltet einen Aufzug sowie zwei Rolltreppen und kostete insgesamt 7,2 Millionen DM, veranschlagt waren ursprünglich 6,5 Millionen DM. Eine Sanierung des Altbaus hätte im Übrigen mehr als neun Millionen Mark gekostet. Im obersten Geschoss des Zugangsbauwerks sollte eine „offene Galerie“ für Kreuzberger Künstler entstehen, was allerdings nicht verwirklicht wurde. Zuvor hatte sich die Kreuzberger Stadtteilkommission gegen eine Sanierung des Altbaus aus den 1950er Jahren entschieden, da die Bausubstanz zu marode wäre und dieser nicht den „hohen Komfortanforderungen“ der BVG-Fahrgäste entspräche. Den am 17. Dezember 1991 fertiggestellten Bau bezeichnet Ivo Köhler als „ohne Nutzen“, er stünde nur in der Gegend herum; Jan Gympel kritisiert das Zugangsgebäude als „begehbaren Taubenschlag“; Rainer Stache titulierte diesen jedoch in der Berliner Morgenpost als „Kristallpalast“.
Laut Angaben der Senatsverwaltung für Verkehr ist der Einbau eines zweiten Aufzuges für den nördlichen Seitenbahnsteig erst nach 2030 geplant; im August 2024 waren die Unterlagen für die Planungsgenehmigung des Aufzugs in der Erstellung. Die Ergänzung von Blindenleitstreifen erfolgte zwischen 2000 und 2002.
Ein bis heute erhaltenes Detail des Bahnhofs ist der aus Porzellan gefertigte Frosch, der vermutlich früher auf einem der Fahrzielanzeiger saß. Heute befindet sich dieser am Anfang des nördlichen Seitenbahnsteigs. Der Frosch trägt eine kleine, goldfarbene Krone und sitzt auf einer großen Porzellankugel. In dem Märchen vom Froschkönig verwandelt sich bekanntlich der Frosch in einen Prinzen.

## Anbindung
| Linie | Verlauf |
| ----- | --- |
|       | Uhlandstraße – Kurfürstendamm – Wittenbergplatz – Nollendorfplatz – Kurfürstenstraße – Gleisdreieck – Möckernbrücke – Hallesches Tor – Prinzenstraße – Kottbusser Tor – Görlitzer Bahnhof – Schlesisches Tor – Warschauer Straße |
|       | Warschauer Straße – Schlesisches Tor – Görlitzer Bahnhof – Kottbusser Tor – Prinzenstraße – Hallesches Tor – Möckernbrücke – Gleisdreieck – Kurfürstenstraße – Nollendorfplatz – Wittenbergplatz – Augsburger Straße – Spichernstraße – Hohenzollernplatz – Fehrbelliner Platz – Heidelberger Platz – Rüdesheimer Platz – Breitenbachplatz – Podbielskiallee – Dahlem-Dorf – Freie Universität (Thielplatz) – Oskar-Helene-Heim – Onkel Toms Hütte – Krumme Lanke |

Am U-Bahnhof bestehen Umsteigemöglichkeiten von den Linien U1 und U3 zur Omnibuslinie 140 der Berliner Verkehrsbetriebe.